# 幽兰镇
幽兰镇是中国江西省南昌市南昌县下辖的一个镇。

## 行政区划
幽兰镇共辖3个居委会和29个行政村，分别是：
幽兰街社区、渡头街社区、马游新村社区、牌坊村、竹林村、涂村、青塘村、南山村、幽兰村、东田村、流芳村、杨树村、胡陶村、厚田村、枫林村、少城村、南湖村、新庄村、马游村、园艺场村、渡头村、东联村、新荣村、黄坊村、灌溪村、潭林村、田坪村、亭山村、罗舍村、桃岭村、江陂村和涂洲村。